# 傅振中
傅振中（英語：Fu Chun-chung，1968年1月11日—），本名傅振中，曾使用化名「陳廣文」；），香港激進建制派社運人士，保衛香港運動發起人。

## 社會運動

### 支持高鐵「一地兩檢」
2018年6月15日，立法會審議廣深港高速鐵路西九龍站內地口岸區「一地兩檢」安排的條例草案。當日下午，傅振中於立法會綜合大樓外的示威區代表保衛香港運動舉辦集會，支持政府通過有關安排。另外，據《蘋果日報》報道，於同年稍早的4月3日，傅亦有協助親建制團體「新年代」在海富中心集會，並遊行至立法會綜合大樓，要求泛民主派不要阻止「一地兩檢」條例草案通過。
2019年1月1日，民間人權陣線舉行元旦遊行。遊行開始前兩小時，傅振中代表保衛香港運動發言，批評泛民主派議員在立法會內拉布，阻礙港珠澳大橋及「一地兩檢」安排等基建相關議案的推行，並點名指出民主黨議員林卓廷及尹兆堅早前被控妨礙立法會人員執行職務罪。

### 批評港大民研
2018年8月29日，傅振中及一眾「保衛香港運動」的支持者遊行到香港大學賽馬會教學樓，批評香港大學民意研究計劃（「港大民研」）總監鍾庭耀「收取美國組織資助做假民調」，並要求校方解僱他。

### 「逃犯條例」爭議
2019年7月16日，傅振中到公民黨立法會議員譚文豪位於橫頭磡的地區辦事處示威，聲稱譚在7月7日反對逃犯條例修訂草案遊行的合法時間結束後，阻礙警方在旺角清場，指其「無特權」、「撐暴徒」（支持暴徒）。

## 軼事
2020年8月10日，警方早上以涉違反《港區國安法》等罪名，拘捕壹傳媒集團創辦人黎智英等共7人，並搜查壹傳媒大樓。近10名親建制人士包括傅振中，下午到壹傳媒大樓外「慶祝」，但遭警方票控違反限聚令，傅振中見狀即棄下同行人士先走，惟最後在對面馬路被警員發現，他和另外4人同收到告票，每人需罰款二千港元，傅心有不甘稱「我來撐你們警察的，你反而告我」。